# Hoher Hahn (Tröbigau)
Der Hohe Hahn (obersorbisch Honak) ist ein 446 Meter hoher Berg in der Oberlausitz.
Er befindet sich unmittelbar südlich der Ortschaft Tröbigau und fügt sich in die nördliche Bergkette des Lausitzer Berglandes ein. Weitere umliegende Ortschaften sind Naundorf im Nordosten, Neukirch/Lausitz im Südosten und Putzkau im Südwesten.

## Hydrologie
Am nördlichen Hang des Hohen Hahns befindet sich etwa 250 Meter nordöstlich des Gipfels auf 419 Metern Höhe die Quelle des längsten Quellbaches des Schwarzwassers, welcher sich im Tröbigauer Oberdorf mit zwei weiteren Quellarmen vereint und den Klosterberg westlich umfließt. Einen knappen Kilometer weiter östlich am Hohen Hahn auf 391 Metern Höhe befindet sich die Quelle des Naundorfer Wassers, welches den Klosterberg östlich umfließt und sich anschließend an der Bundesstraße 6 bei Spittwitz mit dem Schwarzwasser vereinigt.

## Geschichte

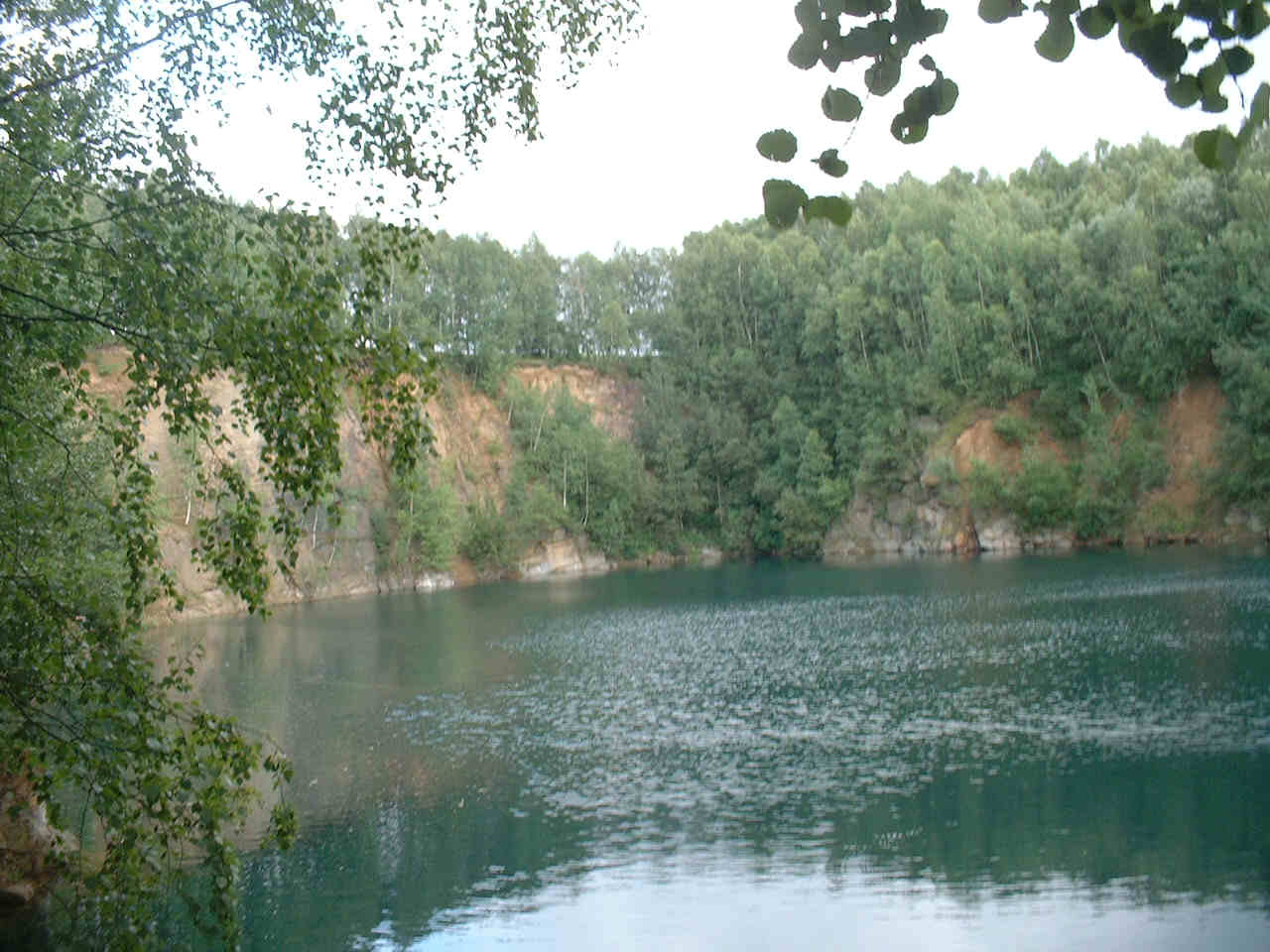
Restloch des Opitz-Bruches im Tröbigauer Niederdorf

Der Hohe Hahn wurde bereits im Jahre 1590 bei Matthias Oeder als Hainnbergh erwähnt.
Von 1880 bis in die 1970er Jahre wurde im Opitz-Bruch am Nordhang des Berges der Lausitzer Granit gebrochen, wovon heute ein größeres mit Wasser gefülltes Restloch zeugt.